# Демус, Александр Николаевич
Александр Николаевич Демус (род. 10 марта 1947) — советский легкоатлет, специалист по барьерному бегу. Выступал за сборную СССР по лёгкой атлетике в середине 1960-х — начале 1970-х годов, обладатель серебряной медали чемпионата Европы в помещении, серебряный призёр Европейских юниорских легкоатлетических игр, победитель и призёр первенств всесоюзного значения. Мастер спорта СССР международного класса.

## Биография
Александр Демус родился 10 марта 1947 года. Занимался лёгкой атлетикой в Полтаве в местной Детско-юношеской спортивной школе № 1.
Впервые заявил о себе на международном уровне в сезоне 1966 года, когда вошёл в состав советской сборной и выступил на Европейских юниорских легкоатлетических играх в Одессе, где беге на 110 метров с барьерами стал серебряным призёром.
В 1970 году принимал участие в чемпионате Европы в помещении в Вене, в финале бега на 60 метров с барьерами финишировал шестым.
В 1971 году на чемпионате Европы в помещении в Софии завоевал серебряную награду в 60-метровом барьерном беге, уступив только представителю Западной Германии Эккарту Беркесу.
За выдающиеся спортивные достижения удостоен почётного звания «Мастер спорта СССР международного класса».